# Alfred Lundgren (organist)

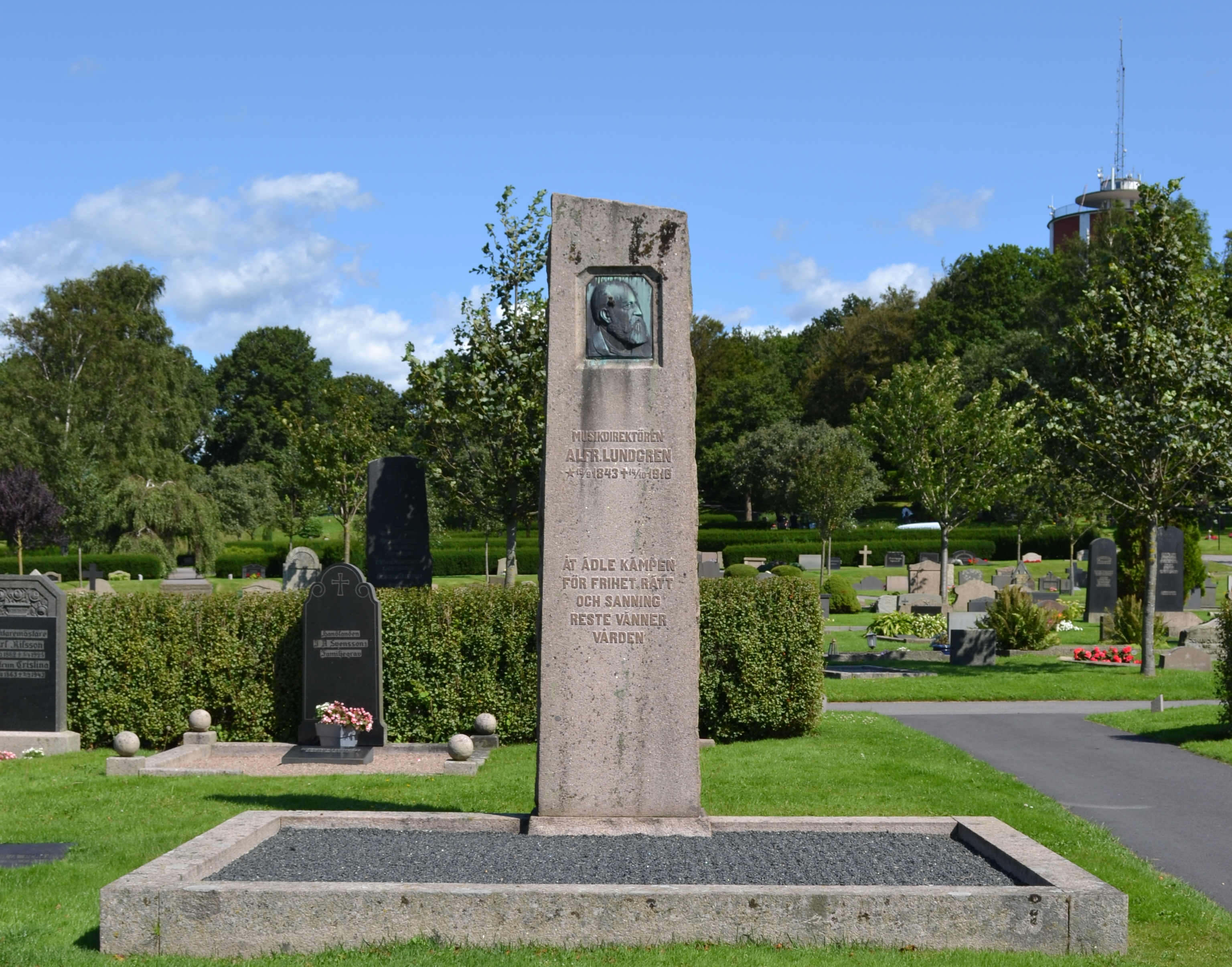
Alfred Lundgrens grav på S:t Jörgens kyrkogård i Varberg.

Johan Alfred Lundgren (i riksdagen kallad Lundgren i Varberg), född 19 januari 1843 i Varberg, död där 14 oktober 1916, var en svensk organist och politiker (liberal).
Alfred Lundgren, som kom från en arbetarfamilj, var musikdirektör och kapellmästare vid bland annat Södra teatern i Stockholm. År 1883 blev han organist och klockare i Varberg, där han också var ledamot i stadsfullmäktige och i stadens teaterbolag.
Alfred Lundgren var en radikal liberal, och kandiderade 1890 och 1893 till riksdagen med ett program att med brittisk förebild efter ett eventuellt inval före riksdagens början träffa väljarna i valkretsen för att inhämta den allmänna åsikten i aktuella år. Han var 1893 ledamot av folkriksdagen. Majoriteten av de valberättigade vid denna tiden ansåg dock hans åsiker som för radikala, han chockerade stadfullmäktige genom att rösta mot deltagande i firandet av kungajubileet 1897 och firandet av Oscar II:s 70-årsdag 1899. Han tog initiativet till uppförandet av stadshuset och teatern i Varberg. Genom den utvidgade rösträtten ökade dock stödet för Lundgren och 1902 vann han trots att han uppträdde som liberal sprängkandidat vinna valet mot provinsialläkaren Carl Björck med 14 röster.
Han var riksdagsledamot i andra kammaren 1903–1911 för Laholms, Falkenbergs, Varbergs och Kungsbacka valkrets. Som kandidat för Frisinnade landsföreningen tillhörde han dess riksdagsparti Liberala samlingspartiet. I riksdagen var han bland annat suppleant i bankoutskottet 1906–1911. Han var främst engagerad i bankfrågor men verkade också för Kungliga Musikaliska Akademien. Han var 1880 utgivare och redaktör för Necken: svensk musiktidning, som därefter fortsatte under namnet Svensk Musiktidning. Han tillhörde riksdagens nykterhetsgrupp och inträdde 1911 i IOGT.